# Зимни олимпийски игри 1980
Тринадесетите зимни олимпийски игри се провеждат в Лейк Плесид, щата Ню Йорк, САЩ от 13 до 24 февруари 1980 г. Другите градове, кандидатирали се за домакинство, са Ванкувър и Гарибалди.
Една от сензациите на тази олимпиада е победата на младия студентски хокеен тим на САЩ над абсолютния фаворит СССР. Срещата между двата отбора става световноизвестна с прозвището „чудото на леда“. 
Лейк Плесид организира зимна олимпиада за втори път след Олимпиадата през 1932 година.
Разходите за организацията на игрите възлизат на 363 млн. щатски долара. 
Това са първите зимни олимпийски игри, на които е използван и изкуствен сняг. Производството му струва над 5 млн. щатски долара. 
На тази олимпиада дебютира Китай, а Тайван я бойкотира. 

## Рекорди
- Американецът Ерик Хейдън печели всичките пет надбягвания с кънки[3] и поставя рекорд на 10 000 м.
- Хани Венцел от Лихтенщайн печели два златни и един сребърен медал в общо трите алпийски спускания.
- Руснакът Николай Зимятов печели три златни медала в ски бягането.
- Състезателката по фигурно пързаляне Ирина Роднина печели златен медал при спортните двойки и става трикратна олимпийска шампионка. [3]
- Легендарната ски бегачка Галина Кулакова печели своя осми и последен олимпийски медал в ски бягането - сребърен в щафетата.

## Медали
| Витрина |            |       |        |       |      |
| Място   | Държава    | Злато | Сребро | Бронз | Общо |
| 1       | СССР       | 10    | 6      | 6     | 22   |
| 2       | ГДР        | 9     | 7      | 7     | 23   |
| 3       | САЩ        | 6     | 4      | 2     | 12   |
| 4       | Австрия    | 3     | 2      | 2     | 7    |
| 5       | Швеция     | 3     | 0      | 1     | 4    |
| 6       | Лихтенщайн | 2     | 2      | 0     | 4    |
| 7       | Финландия  | 1     | 5      | 3     | 9    |
| 8       | Норвегия   | 1     | 3      | 6     | 10   |
| 9       | Холандия   | 1     | 2      | 1     | 4    |
| 10      | Швейцария  | 1     | 1      | 3     | 5    |
| 17      | България   | 0     | 0      | 1     | 1    |

## Българско участие
Очакванията за медал от български състезател преди олимпийските игри са към алпиеца Петър Попангелов, но първият медал за България на зимни олимпийски игри донася ски бегачът Иван Лебанов, който завършва трети в дисциплината 30 км. 
В алпийските ски освен Петър Попангелов участват Людмил Тончев, Митко Хаджиев и Христо Ангелов.
Останалите български участници в олимпиадата са ски бегачът Христо Бързанов и биатлонистите Владимир Величков и Юри Митев.

## Дисциплини
| - Бобслей - Хокей на лед - Фигурно пързаляне - Ски бягане - Пързаляне с едноместна шейна | - Бързо пързаляне с кънки - Северна комбинация - Ски скокове - Ски алпийски дисциплини - Биатлон |